# U-617
| U-617 | U-617 | U-617 |
| --- | --- | --- |
| | | |
| | | |
| Німецький підводний човен U-617 пошкоджений у результаті повітряних атак британської морської авіації. 12 вересня 1943 | | |
| Під прапором | Третій Рейх | Третій Рейх |
| Спуск на воду | 14 лютого 1942 року | 14 лютого 1942 року |
| Введений до складу флоту                                                                                               | 9 квітня 1942 року | 9 квітня 1942 року |
| Сучасний статус | 12 вересня 1943 року сів на мілину в Середземному морі поблизу Мелілья, де був знищений літаками й кораблями британського та австралійського флотів       | 12 вересня 1943 року сів на мілину в Середземному морі поблизу Мелілья, де був знищений літаками й кораблями британського та австралійського флотів       |
| Проєкт | | |
| Тип ПЧ | Торпедний ДПЧ | Торпедний ДПЧ |
| Головний конструктор                                                                                                   | Blohm + Voss | Blohm + Voss |
| Основні характеристики                                                                                                 | | |
| Швидкість (надводна)                                                                                                   | 17,7 вузла | 17,7 вузла |
| Швидкість (підводна)                                                                                                   | 7,6 вузла | 7,6 вузла |
| Робоча глибина занурення                                                                                               | 100 м | 100 м |
| Гранична глибина занурення                                                                                             | 230 м | 230 м |
| Автономність плавання                                                                                                  | 8500 морських миль (15 700 км) на швидкості 10 вузлів (19 км/год) (у надводному положенні) 80 миль (150 км) на швидкості 4 вузли (в підводному положенні) | 8500 морських миль (15 700 км) на швидкості 10 вузлів (19 км/год) (у надводному положенні) 80 миль (150 км) на швидкості 4 вузли (в підводному положенні) |
| Екіпаж | 44—60 осіб | 44—60 осіб |
| Розміри | | |
| Довжина найбільша (по КВЛ)                                                                                             | 67,1 м | 67,1 м |
| Ширина корпусу найб.                                                                                                   | 5,5 м | 5,5 м |
| Висота | 9,6 м | 9,6 м |
| Середня осадка (по КВЛ)                                                                                                | 4,74 м | 4,74 м |
| Водотоннажність надводна                                                                                               | 769 т | 769 т |
| Озброєння | | |
| Артилерія | 1 × 88-мм палубна гармата SK C/35 | 1 × 88-мм палубна гармата SK C/35 |
| Торпедно- мінне озброєння                                                                                              | 4 носових і один кормовий 533-мм ТА. 14 торпед або 26 мін TMA                                                                                             | 4 носових і один кормовий 533-мм ТА. 14 торпед або 26 мін TMA                                                                                             |
| ППО | 1 × 20-мм зенітна гармата C/30 | 1 × 20-мм зенітна гармата C/30 |

U-617 — німецький підводний човен типу VII C Крігсмаріне за часів Другої світової війни. Закладений 31 травня 1941 року на верфі Blohm + Voss у Гамбурзі. Спущений на воду 14 лютого 1942 року, 9 квітня 1942 року корабель увійшов до складу ВМС нацистської Німеччини. Єдиним командиром човна був капітан-лейтенант Альбрехт Бранді.
Проходив службу у складі 5-ї, 7-ї та 29-ї флотилій ПЧ Крігсмаріне. З 29 серпня 1942 до загибелі 12 вересня 1943 року U-617 здійснив сім бойових походів, у яких потопив 8 суден (сумарний тоннаж 25 879 GRT), два військові кораблі (3700 тонн) та одне допоміжне військове судно (810 GRT).

## Загибель
12 вересня 1943 року підводний човен U-617 виявили два британські середні бомбардувальники/протичовнові літаки «Веллінгтон» у Середземному морі північно-західніше Мелільї в точці 35°13′ пн. ш. 03°21′ зх. д. / 35.217° пн. ш. 3.350° зх. д. Використовуючи спеціальне освітлювальне обладнання «Лі-Лайт», британські літаки атакували субмарину, яка дістала пошкоджень та, ухиляючись від глибинних бомб, наразилась на мілину біля мису Три Форкс.
Всі 49 членів команди залишили пошкоджений підводний човен та згодом були інтерновані іспанськими представниками влади. Пізніше їх репатріювали до Німеччини.
U-617, що перекинувся на бік на мілині, атакували британські бомбардувальники «Хадсон» та «Сордфіш». Остаточно човен знищили вогнем корабельних гармат британський корвет «Гіацинт» і австралійський тральщик «Воллонгонг».

## Перелік затоплених U-617 суден у бойових походах
| №                                                               | Дата            | Назва               | Тип                  | Належність          | Водотоннажність (брт) | Вантаж                                     | Конвой        | Результат та координати                                               | Наслідки атаки для екіпажу          | Прим.                            |
| --------------------------------------------------------------- | --------------- | ------------------- | -------------------- | ------------------- | --------------------- | ------------------------------------------ | ------------- | --------------------------------------------------------------------- | ----------------------------------- | -------------------------------- |
| Перший похід (29.08—07.10.1942, 40 діб; Кіль—Сен-Назер)         |                 |                     |                      |                     |                       |                                            |               |                                                                       |                                     |                                  |
| 1                                                               | 7 вересня 1942  | Tor II              | траулер              | Фарерські острови   | 292                   |                                            |               | потоплено 62°30′ пн. ш. 18°30′ сх. д. / 62.500° пн. ш. 18.500° сх. д. | 21 (18 загинуло та 3 врятовані)     |                                  |
| 2                                                               | 23 вересня 1942 | MV Athelsultan      | танкер               | Велика Британія     | 8 882                 | 13 250 тонн меляси та спирту               | Конвой SC 100 | потоплено 58°42′ пн. ш. 33°38′ зх. д. / 58.700° пн. ш. 33.633° зх. д. | 61 (51 загиблий та 10 врятовані)    |                                  |
| 3                                                               | 23 вересня 1942 | SS Tennessee (1921) | суховантажне судно   | Велика Британія     | 2 342                 | 3 438 тонн пшениці                         | Конвой SC 100 | потоплено 58°40′ пн. ш. 33°41′ зх. д. / 58.667° пн. ш. 33.683° зх. д. | 35 (15 загинуло та 20 врятувалися)  |                                  |
| 4                                                               | 24 вересня 1942 | SS Roumanie         | суховантажне судно   | Бельгія             | 3 563                 | 4 586 тонн генерального вантажу            | Конвой SC 100 | потоплено 58°10′ пн. ш. 28°20′ зх. д. / 58.167° пн. ш. 28.333° зх. д. | 43 (42 загинули та один врятувався) |                                  |
| Другий похід (02.11—28.11.1942, 27 діб; Сен-Назер—Ла-Спеція)    |                 |                     |                      |                     |                       |                                            |               |                                                                       |                                     |                                  |
| Третій похід (21.12.1942—17.01.1943, 28 діб; Ла-Спеція—Саламін) |                 |                     |                      |                     |                       |                                            |               |                                                                       |                                     |                                  |
| 5                                                               | 28 грудня 1942  | HMS St. Issey (W25) | буксир               | Велика Британія     | 810                   |                                            |               | потоплено 32°37′ пн. ш. 20°22′ сх. д. / 32.617° пн. ш. 20.367° сх. д. | 36 (36 загинули)                    |                                  |
| 6                                                               | 15 січня 1943   | Annitsa             | суховантажне судно   | Грецьке королівство | 4 324                 | Військове майно та матеріали               |               | потоплено 33°02′ пн. ш. 21°58′ сх. д. / 33.033° пн. ш. 21.967° сх. д. | 34 (1 загинув та 33 врятовані)      |                                  |
| 7                                                               | 15 січня 1943   | Harboe Jensen       | суховантажне судно   | Норвегія            | 1 862                 | Військове майно та матеріали               |               | потоплено 33°04′ пн. ш. 21°50′ сх. д. / 33.067° пн. ш. 21.833° сх. д. | 25 (18 загинуло та 7 врятувалися)   |                                  |
| Четвертий похід (27.01—13.02.1943, 18 діб; Ла-Спеція—Пола)      |                 |                     |                      |                     |                       |                                            |               |                                                                       |                                     |                                  |
| 8                                                               | 1 лютого 1943   | «Велшмен»           | мінний загороджувач  | Велика Британія     | 2 650                 |                                            |               | потоплено 32°12′ пн. ш. 24°52′ сх. д. / 32.200° пн. ш. 24.867° сх. д. | 289 (165 загинуло та 124 врятовано) |                                  |
| 9                                                               | 5 лютого 1943   | Corona              | суховантажне судно   | Норвегія            | 3 264                 | 3 700 тонн військового майна та матеріалів | Конвой AW 22  | потоплено 32°11′ пн. ш. 24°46′ сх. д. / 32.183° пн. ш. 24.767° сх. д. | 103 (0 загиблих та 103 врятованих)  |                                  |
| 10                                                              | 5 лютого 1943   | Henrik              | суховантажне судно   | Норвегія            | 1 350                 | Військове майно та матеріали               | Конвой AW 22  | потоплено 32°11′ пн. ш. 24°46′ сх. д. / 32.183° пн. ш. 24.767° сх. д. | 46 (2 загиблих та 44 врятованих)    |                                  |
| П'ятий похід (25.03—17.04.1943, 24 доби; Пола—Тулон)            |                 |                     |                      |                     |                       |                                            |               |                                                                       |                                     |                                  |
| Шостий похід (31.05—01.06.1943, 2 доби; Тулон—Тулон)            |                 |                     |                      |                     |                       |                                            |               |                                                                       |                                     |                                  |
| Сьомий похід (28.08—12.09.1943, 16 діб; Тулон—загибель)         |                 |                     |                      |                     |                       |                                            |               |                                                                       |                                     |                                  |
| 11                                                              | 6 вересня 1943  | «Пакерідж»          | ескортний міноносець | Велика Британія     | 1 050                 |                                            |               | потоплено 36°06′ пн. ш. 4°44′ зх. д. / 36.100° пн. ш. 4.733° зх. д.   | 191 (62 загиблих та 129 вцілілих)   | Ескортний міноносець типу «Хант» |